# Олимпийски стадион (Хелзинки)
Олимпийският стадион в Хелзинки (на фински: Helsingin olympiastadion) е най-големият стадион във Финландия. Използва се за концерти и спортни мероприятия.
Построен е за Летните олимпийски игри през 1940 г., след като Хелзинки е избран за домакин вместо Токио. В крайна сметка игрите така и не се провеждат заради Втората световна война.
На стадиона се провеждат голяма част от състезанията на Олимпиадата през 1950 г. – втората след края на войната. Големите спортни мероприятия, проведени на Олимпийския стадион в Хелзинки, са 2 световни – 1983 и 2005 г., и 3 европейски първенства по лека атлетика – 1971, 1994 и 2012 г.
На стадиона в Хелзинки играе домакинските си мачове Националният отбор по футбол на Финландия.
Със своята височина от 72 м кулата към стадиона се е превърнала в основна туристическа дестинация, предоставяйки поглед от високо към финландската столица.